# Megatrioza banksi
Megatrioza banksi är en insektsart som först beskrevs av Uichanco 1921.  Megatrioza banksi ingår i släktet Megatrioza och familjen spetsbladloppor. Inga underarter finns listade i Catalogue of Life.